# Cmentarz żydowski w Skulsku
Cmentarz żydowski w Skulsku – kirkut został założony w XIX wieku. Zajmował teren 0,4 ha. Nekropolia została zniszczona podczas II wojny światowej przez Niemców.